# Kościół św. Jana Chrzciciela w Łańcuchowie
Kościół Świętego Jana Chrzciciela – rzymskokatolicki kościół parafialny należący do dekanatu Łęczna archidiecezji lubelskiej.

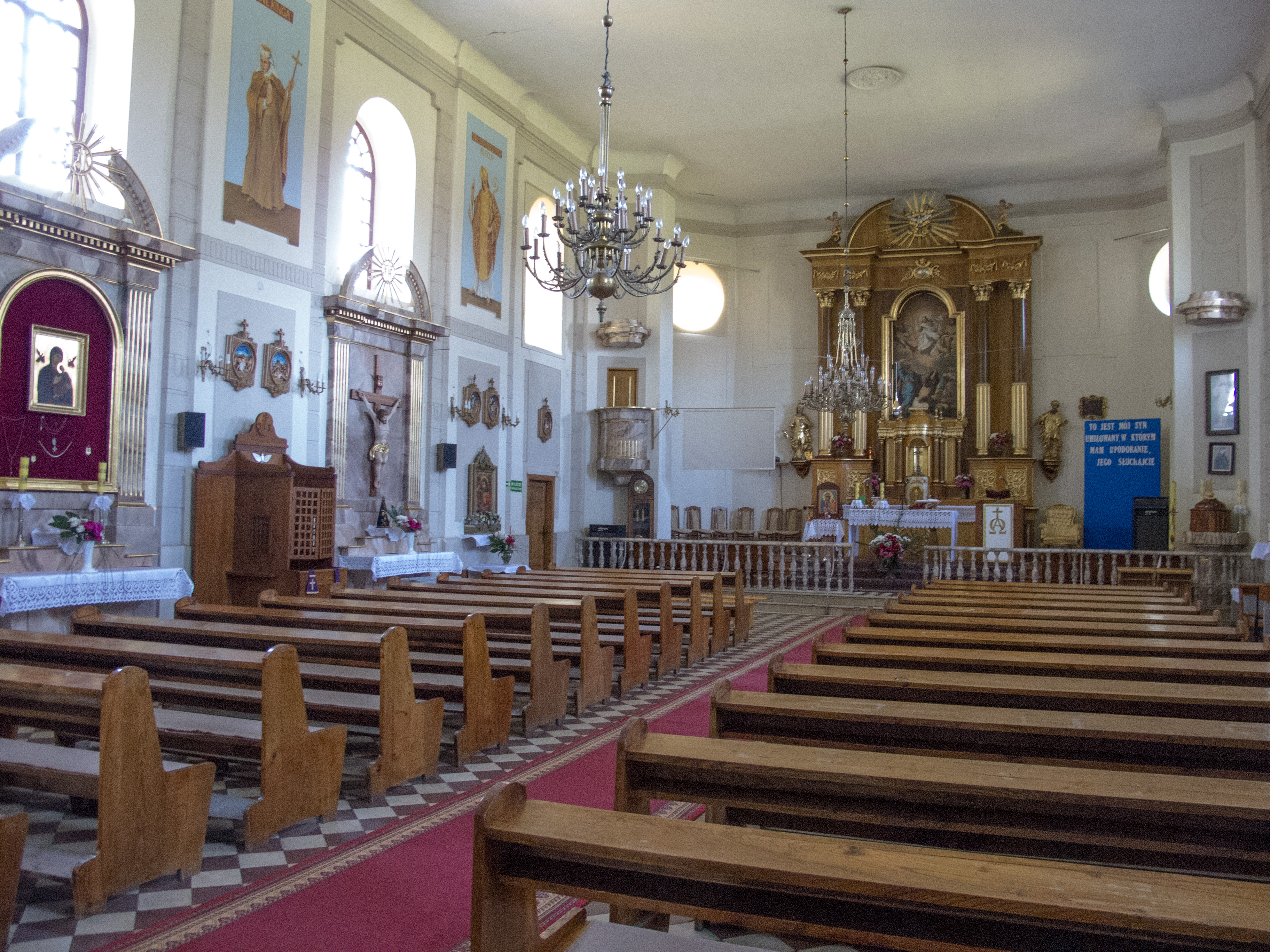
Wnętrze świątyni

Świątynia została zbudowana w latach 1812–1817 przez Annę i Józefa Sufczyńskich. Poświęcona została w dniu 15 sierpnia 1817 roku. Budowla reprezentuje styl barokowo-klasycystyczny z elementami neogotyckimi. Jest to kościół murowany wzniesiony z cegły. Wnętrze nakryte jest drewnianym sklepieniem. Mury zewnętrzne są otynkowane wapnem. Dach spadowy jest pokryty blachą. Świątynia składa się z jednej nawy, prezbiterium nie jest wyodrębnione na zewnątrz. Do kościoła wchodzi się przez wielkie drzwi osadzone na potrójnych zawiasach, zamykane na klucz. Budowla jest zwrócona frontem w stronę wschodnią. Od strony południowej mieści się prostokątna zakrystia ze ściętymi narożami, z wewnętrznym przedsionkiem. Podłogą świątyni była posadzka wykonana z terakoty. W 1902 roku dzięki staraniom księdza Alojzego Słapczyńskiego wnętrze kościoła zostało naprawione, rozbudowane i powiększone. Następcy tego proboszcza wposażali i remontowali świątynię w Łańcuchowie: ks. Wacław Kosior wyposażył wnętrze budowli w posadzkę, ks. Ludwik Olechowski w 1928 roku pokrył dach kościoła blachą, ks. Jan Mitura w 1946 roku wymienił część dachu świątyni, wymalował wnętrze budowli w latach 1952–1954, zakupił nowe piękne organy. W 1966 roku świątynia została ponownie odnowiona na zewnątrz, została pomalowana oraz zakonserwowana i wymalowana część dachu i kopuły. Zostały zamontowane dwa odgromniki, kościół otrzymał dwa dzwony: Józefa i Maryję oraz dostosowano wnętrze świątyni do nowej, posoborowej liturgii. W 1973 roku dzięki staraniom ks. Zbigniewa Lebiedowicza zostały zbudowane nowe schody na chór. Od tego czasu są nadal prowadzone prace remontowe przy kościele.